# Samrala
Samrala là một thành phố và là nơi đặt hội đồng đô thị (municipal council) của quận Ludhiana thuộc bang Punjab, Ấn Độ.

## Địa lý
Samrala có vị trí 30°50′B 76°11′Đ / 30,84°B 76,19°Đ Nó có độ cao trung bình là 249 mét (816 feet).

## Nhân khẩu
Theo điều tra dân số năm 2001 của Ấn Độ, Samrala có dân số 17.610 người. Phái nam chiếm 53% tổng số dân và phái nữ chiếm 47%. Samrala có tỷ lệ 72% biết đọc biết viết, cao hơn tỷ lệ trung bình toàn quốc là 59,5%: tỷ lệ cho phái nam là 76%, và tỷ lệ cho phái nữ là 68%. Tại Samrala, 12% dân số nhỏ hơn 6 tuổi.